# Să nu greșești niciodată
Să nu greșești niciodată este un film românesc din 1967 regizat de Maria Săpătoru.